# أبناء الأرض (بيت جالا)
أبناء الأرض لائحة مشتركة للجبهة الشعبية لتحرير فلسطين ومستقلين للانتخابات البلدية التي أجريت في مايو 2005 في بيت جالا بالضفة الغربية. حصلت القائمة على 5 مقاعد. كان المرشح الأول من القائمة نادر أنطون عيسى أبو أشمة.